# Nebelhorn Trophy de 2014
Nebelhorn Trophy de 2014 foi a quadragésima sexta edição do Nebelhorn Trophy, um evento anual de patinação artística no gelo organizado pela União Alemã de Patinação no Gelo (em alemão:  Deutsche Eislauf-Union), e que fez parte do Challenger Series de 2014–15. A competição foi disputada entre os dias 24 de setembro e 27 de setembro, na cidade de Oberstdorf, Alemanha.

## Eventos
- Individual masculino
- Individual feminino
- Duplas
- Dança no gelo

## Medalhistas
| Evento                        | Ouro                                       | Prata                                        | Bronze                                         |
| Individual masculino detalhes | Jason Brown · Estados Unidos               | Michal Březina · República Tcheca            | Konstantin Menshov · Rússia                    |
| Individual feminino detalhes  | Elizaveta Tuktamysheva · Rússia            | Alena Leonova · Rússia                       | Gracie Gold · Estados Unidos                   |
| Duplas detalhes               | Yuko Kavaguti · Alexander Smirnov · Rússia | Evgenia Tarasova · Vladimir Morozov · Rússia | Alexa Scimeca · Chris Knierim · Estados Unidos |
| Dança no gelo detalhes        | Kaitlyn Weaver · Andrew Poje · Canadá      | Madison Chock · Evan Bates · Estados Unidos  | Nelli Zhiganshina · Alexander Gazsi · Alemanha |

## Resultados

### Individual masculino
| Pos.              | Nome               | Nacionalidade    | Pontos | PC         | PL          |
| ----------------- | ------------------ | ---------------- | ------ | ---------- | ----------- |
| Medalha de ouro   | Jason Brown        | Estados Unidos   | 237.17 | 83.59 (1)  | 153.58 (1)  |
| Medalha de prata  | Michal Březina     | República Tcheca | 228.48 | 78.27 (2)  | 150.21 (2)  |
| Medalha de bronze | Konstantin Menshov | Rússia           | 211.03 | 70.60 (5)  | 140.43 (3)  |
| 4                 | Sergei Voronov     | Rússia           | 210.05 | 71.29 (4)  | 138.76 (4)  |
| 5                 | Elladj Baldé       | Canadá           | 196.78 | 71.73 (3)  | 125.05 (5)  |
| 6                 | Alexander Johnson  | Estados Unidos   | 191.41 | 69.20 (6)  | 122.21 (6)  |
| 7                 | Alexei Bychenko    | Israel           | 178.71 | 66.55 (7)  | 112.16 (9)  |
| 8                 | Ivan Righini       | Itália           | 177.89 | 62.18 (8)  | 115.71 (7)  |
| 9                 | Liam Firus         | Canadá           | 172.54 | 58.42 (9)  | 114.12 (8)  |
| 10                | Ryuju Hino         | Japão            | 155.70 | 26.16 (12) | 106.71 (10) |
| 11                | Daniel Samohin     | Israel           | 144.53 | 49.67 (11) | 94.86 (11)  |
| 12                | Paul Fentz         | Alemanha         | 141.80 | 51.77 (10) | 90.03 (12)  |
| 13                | Alexander Bjelde   | Alemanha         | 134.29 | 44.66 (14) | 89.63 (13)  |
| 14                | Andrew Dodds       | Austrália        | 122.65 | 44.80 (13) | 77.85 (14)  |
| WD                | Denis Ten          | Cazaquistão      | —      | — (WD)     |             |

### Individual feminino
| Pos.              | Nome                   | Nacionalidade  | Pontos | PC         | PL         |
| ----------------- | ---------------------- | -------------- | ------ | ---------- | ---------- |
| Medalha de ouro   | Elizaveta Tuktamysheva | Rússia         | 192.65 | 64.94 (2)  | 127.71 (1) |
| Medalha de prata  | Alena Leonova          | Rússia         | 186.71 | 66.72 (1)  | 119.99 (3) |
| Medalha de bronze | Gracie Gold            | Estados Unidos | 182.31 | 61.82 (3)  | 120.49 (2) |
| 4                 | Brooklee Han           | Austrália      | 149.69 | 52.41 (5)  | 97.28 (5)  |
| 5                 | Mariah Bell            | Estados Unidos | 148.48 | 50.72 (6)  | 97.76 (4)  |
| 6                 | Juulia Turkkila        | Finlândia      | 137.35 | 52.57 (4)  | 84.78 (7)  |
| 7                 | Veronik Mallet         | Canadá         | 132.10 | 50.08 (7)  | 82.02 (9)  |
| 8                 | Fleur Maxwell          | Luxemburgo     | 131.22 | 44.81 (9)  | 86.41 (6)  |
| 9                 | Camilla Gjersem        | Noruega        | 126.53 | 42.44 (10) | 84.09 (8)  |
| 10                | Anna Ovcharova         | Suíça          | 122.79 | 46.61 (8)  | 76.18 (10) |
| 11                | Julia Sauter           | Romênia        | 111.76 | 38.27 (15) | 73.49 (11) |
| 12                | Emilia Toikkanen       | Finlândia      | 106.60 | 40.41 (11) | 66.19 (12) |
| 13                | Janina Makeenka        | Bielorrússia   | 103.76 | 39.02 (13) | 64.74 (13) |
| 14                | Helery Hälvin          | Estônia        | 101.42 | 40.32 (12) | 61.10 (14) |
| 15                | Nelma Hede             | Finlândia      | 95.23  | 38.73 (14) | 60.66 (16) |
| 16                | Aimee Buchanan         | Israel         | 95.13  | 34.47 (16) | 56.50 (15) |

### Duplas
| Pos.              | Nome                                | Nacionalidade  | Pontos | PC         | PL         |
| ----------------- | ----------------------------------- | -------------- | ------ | ---------- | ---------- |
| Medalha de ouro   | Yuko Kavaguti / Alexander Smirnov   | Rússia         | 195.89 | 66.59 (1)  | 129.30 (1) |
| Medalha de prata  | Evgenia Tarasova / Vladimir Morozov | Rússia         | 178.98 | 65.74 (2)  | 113.24 (2) |
| Medalha de bronze | Alexa Scimeca / Chris Knierim       | Estados Unidos | 166.10 | 55.29 (3)  | 110.81 (3) |
| 4                 | Vanessa James / Morgan Ciprès       | França         | 164.15 | 55.18 (4)  | 108.97 (4) |
| 5                 | Vanessa Grenier / Maxime Deschamps  | Canadá         | 157.06 | 50.67 (6)  | 106.39 (5) |
| 6                 | Madeline Aaron / Max Settlage       | Estados Unidos | 143.85 | 51.80 (5)  | 92.05 (6)  |
| 7                 | Narumi Takahashi / Ryuichi Kihara   | Japão          | 134.59 | 46.83 (7)  | 87.76 (7)  |
| 8                 | Amani Fancy / Christopher Boyadji   | Reino Unido    | 123.04 | 45.50 (9)  | 77.54 (8)  |
| 9                 | Maria Paliakova / Nikita Bochkov    | Bielorrússia   | 122.12 | 46.37 (8)  | 75.75 (9)  |
| 10                | Paris Stephens / Matthew Dodds      | Austrália      | 87.24  | 31.09 (10) | 56.15 (10) |

### Dança no gelo
| Pos.              | Nome                                          | Nacionalidade    | Pontos | DC         | DL         |
| ----------------- | --------------------------------------------- | ---------------- | ------ | ---------- | ---------- |
| Medalha de ouro   | Kaitlyn Weaver / Andrew Poje                  | Canadá           | 165.32 | 65.59 (1)  | 99.73 (2)  |
| Medalha de prata  | Madison Chock / Evan Bates                    | Estados Unidos   | 163.73 | 62.80 (2)  | 100.93 (1) |
| Medalha de bronze | Nelli Zhiganshina / Alexander Gazsi           | Alemanha         | 147.10 | 58.67 (3)  | 88.43 (4)  |
| 4                 | Kaitlin Hawayek / Jean-Luc Baker              | Estados Unidos   | 142.31 | 53.11 (4)  | 89.20 (3)  |
| 5                 | Élisabeth Paradis / François-Xavier Ouellette | Canadá           | 128.05 | 47.62 (5)  | 80.43 (5)  |
| 6                 | Allison Reed / Vasili Rogov                   | Israel           | 119.50 | 42.50 (6)  | 77.00 (6)  |
| 7                 | Rebeka Kim / Kirill Minov                     | Coreia do Sul    | 107.81 | 38.61 (10) | 69.20 (7)  |
| 8                 | Yura Min / Timothy Koleto                     | Coreia do Sul    | 103.46 | 40.10 (8)  | 63.36 (8)  |
| 9                 | Cortney Mansour / Michal Češka                | República Tcheca | 101.09 | 40.15 (7)  | 60.94 (9)  |
| 10                | Lauri Bonacorsi / Francesco Fioretti          | Itália           | 99.99  | 39.29 (9)  | 60.70 (10) |
| 11                | Carter Marie Jones / Richard Sharpe           | Reino Unido      | 94.72  | 36.35 (11) | 33.17 (11) |

## Quadro de medalhas
| Ordem | País             | Medalha de ouro | Medalha de prata | Medalha de bronze |    | Ordem por total |
| ----- | ---------------- | --------------- | ---------------- | ----------------- | -- | --------------- |
| 1     | Rússia           | 2               | 2                | 1                 | 5  | 1               |
| 2     | Estados Unidos   | 1               | 1                | 2                 | 4  | 2               |
| 3     | Canadá           | 1               |                  |                   | 1  | 3               |
| 4     | República Tcheca |                 | 1                |                   | 1  | 3               |
| 5     | Alemanha         |                 |                  | 1                 | 1  | 3               |
| TOTAL | TOTAL            | 4               | 4                | 4                 | 12 | —               |